# گورستان داری دشت
گورستان داری دشت مربوط به هزاره اول قبل از میلاد است و در شهرستان رودسر، بخش رحیم آباد، روستای تکامجان واقع شده و این اثر در تاریخ ۲ بهمن ۱۳۸۲ با شمارهٔ ثبت ۱۰۷۱۶ به‌عنوان یکی از آثار ملی ایران به ثبت رسیده‌است.